# Ortros
Ortros (także Ortos, gr. Ὄρθρος Órthros, Ὄρθος Órthos, łac. Orthrus, Orthus) – w mitologii greckiej dwugłowy pies Geriona, brat Cerbera.
Uchodził za potomka Echidny i Tyfona. Z jego gwałtu na własnej matce Echidne narodził się Sfinks i lew nemejski. Ortros strzegł trzody Geriona. Zabity został przez Heraklesa podczas wykonywania jego dziesiątej pracy (porwania trzody Geriona).
Według niektórych wersji, Ortros, a nie Tyfon, miał być także ojcem innego potomstwa Echidne: Chimery i Hydry lernejskiej.
Zdaniem Roberta Gravesa, Ortros był utożsamiany z Syriuszem – Psią Gwiazdą, rozpoczynającą ateński zreformowany nowy rok, o dwóch porach roku.